# Vale do Massueime
Vale do Massueime é uma freguesia portuguesa do município de Pinhel, com 24,07 km² de área e 218 habitantes (censo de 2021). A sua densidade populacional é 9,1 hab./km².

## História
Foi criada aquando da reorganização administrativa de 2012/2013, resultando da agregação das antigas freguesias de Santa Eufémia, Sorval e Póvoa de El-Rei.

## Demografia
A população registada nos censos foi:
| Distribuição da População por Grupos Etários | Distribuição da População por Grupos Etários | Distribuição da População por Grupos Etários | Distribuição da População por Grupos Etários | Distribuição da População por Grupos Etários | Distribuição da População por Grupos Etários |
| -------------------------------------------- | -------------------------------------------- | -------------------------------------------- | -------------------------------------------- | -------------------------------------------- | -------------------------------------------- |
| Antes da agregação                           |                                              |                                              |                                              |                                              |                                              |
| Ano                                          | 0-14 anos                                    | 15-24 anos                                   | 25-64 anos                                   | >= 65 anos                                   | Total                                        |
| 2001                                         | 33                                           | 31                                           | 150                                          | 142                                          | 356                                          |
| 2011                                         | 17                                           | 28                                           | 119                                          | 141                                          | 305                                          |
| Após a agregação                             |                                              |                                              |                                              |                                              |                                              |
| Ano                                          | 0-14 anos                                    | 15-24 anos                                   | 25-64 anos                                   | >= 65 anos                                   | Total                                        |
| 2021                                         | 3                                            | 13                                           | 80                                           | 122                                          | 218                                          |